# キプロス・ショック
キプロス・ショックとは、2013年のユーロ圏によるキプロスへの金融支援において、支援の条件としてキプロスの全預金に最大9.9％の課税を導入することを2013年3月16日にキプロス政府とユーロ圏側が合意したことに始まる金融危機のことである。

## 経過
- 2012年?：ギリシャ国債の元本減免。
- 2012年6月25日：欧州連合に緊急融資を要請。
- 2013年3月15日：ユーロ圏財務相会合で銀行預金への課税を条件とする100億ユーロのキプロス支援策を決定。
- 2013年3月19日：キプロス議会は銀行預金への課税に関する法案を否決（賛成ゼロ、反対36、棄権19）。
- 2013年3月25日：アナスタシアディス大統領と欧州連合が交渉、支援条件で合意。
- 2013年3月28日：銀行が約2週間ぶりに営業を再開し、ユーロ圏で初の資本規制(預金引出制限など)[1][2]。

## キプロス国内
課税が明らかになると国民は反発し、議会前などでデモを行った。
銀行などには預金者が殺到し、複数のATMで現金が枯渇する事態となった。そして、当時ある程度有名だった仮想通貨、ビットコインを買う人が増え、ビットコインの価値が上がった。

## ロシア
キプロスの非居住者預金の大半はロシア人が占めており、ユーロ圏が課税導入をロシアの意見を求めずに決めたことに対して、ロシア政府から批判の声が上がった。
メドベージェフ首相は「他人の資産を没収しようとしているようだ」と指摘し、プーチン大統領も「不公平で専門的な規範に反しており危険」と批判した。